# 献主节
献主节，又称为圣烛节，新教称为獻聖嬰日或奉獻基督於聖殿日，东正教會则称为主进堂节，是基督教的一个节日，为每年2月2日。东正教因使用儒略历，2月2日相当于公历的2月14日或15日，为东正教十二大节之一。
据《路加福音》第二章记载，圣母玛利亚在耶稣降生后四十日将其带入圣殿、行洁净礼，并将婴儿耶稣献给上帝：
|                          | 22按摩西律法滿了潔淨的日子，他們帶著孩子上耶路撒冷去，要把他獻與主。23（正如主的律法上所記：凡頭生的男子必稱聖歸主；）24又要照主的律法上所說，或用一對斑鳩，或用兩隻雛鴿獻祭。25在耶路撒冷有一個人，名叫西面；這人又公義又虔誠，素常盼望以色列的安慰者來到，又有聖靈在他身上。26他得了聖靈的啟示，知道自己未死以前，必看見主所立的基督。27他受了聖靈的感動，進入聖殿，正遇見耶穌的父母抱著孩子進來，要照律法的規矩辦理。28西面就用手接過他來，稱頌神說：29主啊！如今可以照你的話，釋放僕人安然去世；30因為我的眼睛已經看見你的救恩─31就是你在萬民面前所預備的：32是照亮外邦人的光，又是你民以色列的榮耀。33孩子的父母因這論耶穌的話就希奇。34西面給他們祝福，又對孩子的母親馬利亞說：這孩子被立，是要叫以色列中許多人跌倒，許多人興起；又要作毀謗的話柄，叫許多人心裡的意念顯露出來；你自己的心也要被刀刺透。35併於上節。36又有女先知，名叫亞拿，是亞設支派法內力的女兒，年紀已經老邁，從作童女出嫁的時候，同丈夫住了七年就寡居了，37現在已經八十四歲（或作：就寡居了八十四年），並不離開聖殿，禁食祈求，晝夜事奉神。38正當那時，他進前來稱謝神，將孩子的事對一切盼望耶路撒冷得救贖的人講說。39約瑟和馬利亞照主的律法辦完了一切的事，就回加利利，到自己的城拿撒勒去了。 |
| ——《路加福音》（和合本） | |